# スーパーマリオくん (沢田ユキオの漫画)
『スーパーマリオくん』は、任天堂のマリオシリーズを題材にした沢田ユキオによる日本の漫画作品。本記事では、この作品の前身にあたる『スーパーマリオブラザーズ2』などの派生作品についても解説する。
嵩瀬ひろしによる同名の漫画については、こちらを参照。

## 概要
『月刊コロコロコミック』（小学館）1990年11月号より連載開始。過去には『別冊コロコロコミック』『小学三年生』『小学四年生』でも連載されていた。
「作者が好きな吉本興業をマリオでやったらどうなるか!?」というコンセプトで始まった。当初はスーパーファミコン誕生記念特別企画として読み切り漫画の予定であったが、人気にこたえて連載化される。
2021年現在、『月刊コロコロコミック』連載作の中では最も連載期間が長い漫画で、マリオシリーズで唯一連載中の漫画でもある。2015年11月号で連載25周年を迎えた。単行本は2024年8月現在、60巻まで刊行されている。51巻までのコミックスの累計発行部数は850万部で、第1巻は50万部以上を販売している。
2020年に第65回小学館漫画賞審査委員特別賞を受賞。

## 作風
一部に外伝的な要素も見られるが、基本的に最新のマリオシリーズのゲーム内容を踏襲している。しかし、月刊誌に連載されている以上、最新の動向を反映しづらい難点がある。そのため、展開中のシリーズに別のマリオ作品の内容を挿入したり『別冊コロコロコミック』や増刊号などに番外編として執筆し対処している場合もある。
前述の通り、ゲームのキャラクターを使って吉本興業の笑いを漫画にするというコンセプトがあるため、ギャグ要素が強い。代表的なギャグとして、汗を飛ばして「〇〇すなーっ!!」と言いながら人差し指を相手に指すツッコミが挙げられる

## シリーズ
（）内は『月刊コロコロコミック』での掲載時期。
- 本作が学年誌でも掲載されていたころは同じシリーズを複数の雑誌で掲載することもあったため、プロローグやエピローグが2つ以上存在することがあった。学年誌版のプロローグやエピローグは単行本内において、「番外編」「次巻予告まんが」など、様々な形で処理されている。
- 複数の雑誌で掲載されたシリーズの場合、単行本には『コロコロコミック』でのエピソードが主に収録され、学年誌版は幾つかのエピソードを抜粋して収録。一部シリーズは「アナザーストーリー」などと称し、学年誌版を集中掲載している。
- 『コロコロコミック』掲載作品は学年誌掲載作品に比べ基本的にページ数が多い。
- 単行本での話数カウントはゲームに合わせて「第○面（だい○ステージ）」となっている。短編や番外編の場合は「特別面（スペシャルステージ）」。

スーパーマリオワールド編（1990.11〜1993.3）
連載開始時の最初のシリーズ。単行本1〜6巻に収録。恐竜ランドに遊びに来たマリオとルイージは、ピーチ姫がクッパにさらわれたことを知る。そして、ヨッシーと共にピーチ姫救出を目指す冒険を開始した。
- 当時は、まだ「題材とするゲームを変える」という概念がなかった。そのため、クッパ城突入は作中で自虐ネタにされるほど引き伸ばされ、5巻で突入した後もクッパ城内部とは無関係の話が含まれている。特に終盤は別のゲーム（『スーパーマリオランド』『ゼルダの伝説 神々のトライフォース』『スーパーマリオカート』『スーパーマリオUSA』など）の要素が劇中に特別出演させる形で取り入れられていた。それらの理由で結果的に本作最長のシリーズとなっている。
- 『小学三年生』『小学四年生』には「ちょっとだけよ完結編」と呼ばれるエピソードが掲載され（単行本4巻に収録）、クッパとの決着が描かれた。後にその続編として「スペシャルゾーン編」が連載された（単行本6巻に収録）。「ちょっとだけよ完結編」では「コロコロの方の完結編はもうすぐですよ」という注釈が入るが、『月刊コロコロコミック』版ではクッパとの決着が付かないまま「USA編」に移行した。

スーパーマリオUSA編（1993.4〜1993.10）
『月刊コロコロコミック』掲載。単行本8巻に収録。クッパ城を攻略している最中、突然現れたマムーの部下・ドドリゲスによって、マリオ達は強制的にマムーの支配する夢の世界・サブコンに送り込まれた。サブコンを解放し、元の世界に戻るために、マリオ達はマムー打倒を目指して冒険を開始する。
仲間の一人が死亡するという今までにない展開が描かれた。
最後のマムーとの戦いでは痺れを切らしたクッパが城ごと乗り込んで登場してマリオと共闘（クッパ達がどうやってサブコンに転移したのかは触れられなかった）。「マリオワールド編」から続いた物語に一旦区切りを付け、マリオとクッパの戦いが今後も続いていくことを示唆して終了した。
- 後日談かつ「マリオとワリオ編」の前日譚的な話として、クッパが用意した「バトルドーム」内での戦い（初代『マリオブラザーズ』を模した決闘法）を描いた単発エピソードが掲載されたが、単行本9巻に収録された際は「クリスタルキノコアドベンチャー編」の後日談であるかのように扱われている。クッパとの決着がついておらず、ピーチ姫も誘拐された身であるというマリオの台詞は初出時の名残である。

6つの金貨編
単行本7〜10巻に収録。マリオがクッパと戦っている間、マリオランドがワリオに乗っ取られ、マリオ城も奪われてしまった。マリオは奪われたマリオランドを取り戻すため、ニンジンのニンちゃんやヨッシーが送った助っ人・ヨッキーと共に、マリオ城に入るのに必要な鍵となる6つの金貨を集める冒険に出る。
- プロローグが複数あり、6巻のラストでは「スペシャルゾーン編」終了からしばらく経った後、テレビでマリオランドが乗っ取られたというニュースを見たマリオが単独でマリオランドに向かい、ザコとの戦闘の後にワリオに宣戦布告する、という形で終わっているが、単行本での実質的なスタートとなる7巻冒頭では、何も知らずにマリオランドに帰ってきたマリオが島を訪れて初めて事件を知り、6つの金貨を集める冒険を開始するというものになっている。

クリスタルキノコアドベンチャー編
原作ゲームのないオリジナルストーリー。単行本9巻に収録。
クッパやワリオを倒した後クッキー屋を営んでいたマリオ達が、世界を混乱に陥れた邪悪な力を消すためにクリスタルキノコと呼ばれる財宝を探す。一方、邪悪の力で復活したクッパも、マリオ達同様にクリスタルキノコを探し求めており、ある王国に機械菌をばら撒き、国の全てを機械に変えて占領し、そこを拠点としていた。
マリオは最初、クッパやワリオとの過去の戦いをすっかり忘れていたが、アイテムブロックで頭を打ったショックでバニーマリオに変身したのと同時に記憶を取り戻す。
中盤からは機械の国の国王から授かったスーパースコープで実質『ヨッシーのロードハンティング』のように戦う。
クッパはクリスタルキノコが全て集まればハワイ旅行に行けると勘違いしていたが、実際は平和な世界に戻ることを知ると、マリオ達を阻止するために立ち塞がり、そのままシリーズのボスとなった。
- キャサリンが妖精役で登場する。この時はお金にがめつい面が見られた。
- クッパが、映画『スーパーマリオ 魔界帝国の女神』に登場した「退化銃」を使用する場面がある。

マリオとワリオ編（1993.12〜1994.6）
『月刊コロコロコミック』掲載。単行本9-10巻に収録。
クッパ城で退屈していたピーチ姫が、ワリオによりバケツをかぶせられた。そのバケツを外す鍵を持っているというルイージを探すクッパは、同じくバケツをかぶせられたマリオと、無事だったヨッシーと共に、ルイージ探しに出発する。ルイージは毎回マリオ達の近くに現れるが、いつも気付かれない。
最終的に、今回の冒険は宝島と言われるキッチン島に宝探しに行く仲間を探していたワリオが仕組んだテストであり、それをクリアしたマリオを相棒に指名する、という形で強引に「ワリオランド編」に突入する（『月刊コロコロコミック』ではここから単行本11巻の第2面につながっていた）。
- 原作ゲームに登場する妖精ワンダは、クッパに潰されたことでクッパと同化してしまうが、最終的には分離している。

スーパーメイズコレクション
単行本10巻に収録。読者が楽しめる迷路ゲームになっている番外編。
ピーチ姫が再びクッパにさらわれ、マリオ達は少々うんざりしながらもピーチ姫を救いに「メイズワールド」へ旅立つ。その後、真の黒幕であるワリオが登場。マリオ達は今度はより難易度の高い迷路があるワリオ城に突入する。
ワリオランド編（1994.7〜1995.5）
『月刊コロコロコミック』と学年誌の両方に掲載。単行本10〜13巻に収録。
ヨッシーのお見合い相手・チラ子の島がワリオに襲われ、救出のためマリオとヨッシーが島に向かうが、島は海賊・ブラックシュガー団に襲われ、ワリオもやられていた。島に残っていた海賊の一味をやっつけたマリオとヨッシーは奪われた黄金像を取り返すため、そしてワリオは自分の城を建てる資金集めのために、海賊の根城・キッチン島に向かう。『月刊コロコロコミック』では前述の「マリオとワリオ編」終了後、強引に本編に突入したが、単行本ではこのプロローグが本筋として採用されている。
デンプーとの決戦後、『月刊コロコロコミック』では黄金像によって突然オリジナルの「未来編」に突入する。単行本13巻にはもう1つのエピローグが収録されているが、こちらはマリオ達が敗走する形で終わっている。
- 掲載誌の都合でもう1つのプロローグがあり、こちらではノコノコに騙されてニセの宝島（キッチン島）に来たマリオとヨッシーが、同じく宝を狙って島に来たものの、海賊にやられてしまったワリオと出会う。そこにピーチ姫からの連絡で黄金像を取り返すことになり、城を建てる資金集めが目的のワリオと仕方なく手を組み、冒険を開始する、というものになっている。

ワリオの森編
『別冊コロコロコミック』掲載。単行本11〜13巻に収録。「マリオとワリオ編」に登場したワンダが住む「平和の森」が、ワリオに乗っ取られた。ワンダの頼みを受け、マリオ達は平和の森を救うべくワリオ軍と戦う。
- 原作ゲームでの主役はキノピオだが、こちらではマリオ、ルイージ、ヨッシーの三人が主役を務め、途中からキャサリンも加わる。
- このシリーズから、当時の『コロコロコミック』での担当編集者である秋元が背景によく特別出演するようになる。

未来編（1995.6〜1995.8）
『月刊コロコロコミック』掲載。オリジナルストーリー。単行本13巻に収録。
黄金像の力でタイムスリップしたマリオ達は、クッパに支配された未来の世界に漂着。敵の攻撃で黄金像を失ったため、未来のクッパ軍団と戦いながら冒険を行う。毎回1人コクッパが出てきて戦う、というパターンで展開されていたが、少々強引に本シリーズは打ち切られ、「ヨッシーアイランド編」へと続いた。
激闘!!サバイバルレース編
オリジナルストーリー。単行本13巻に収録。
キノコ王国国王主催で、「ピーチ姫争奪・激闘サバイバルレース」が開催されることを知ったマリオ達。内容は、チェックポイントを通ってえのき山にゴールする、というもの。優勝者への賞品は、ピーチ姫との結婚。副賞のコイン100万枚&1年間ごちそう食べ放題に目がくらんだルイージ&ヨッシーと組み、マリオも参加することに。他の参加者は、クッパとワリオだった。こうして、マリオチームVSクッパVSワリオの、三つ巴のサバイバルレースがスタートした。
- 本誌連載時は幼少期のマリオとその母親が登場するコマが存在したが、『ヨッシーアイランド』での描写に伴い、単行本掲載時に全く別の内容に修正された。

スーパーマリオ ヨッシーアイランド編（1995.9〜1996.2）
「未来編」から強引に開始。単行本14〜15巻に収録。
赤ちゃんのころのマリオとルイージを生まれる前に始末するべく過去にタイムスリップしたクッパを追い、マリオ達はヨッシーをカタにしてタイムマシンを購入し、未来から一気に過去のヨッシーアイランドへ向かった。そこでコウノトリが落とした赤ちゃんマリオを発見、さらに赤ちゃんルイージがカメックに奪われたことを知る。未来からタイムワープしてきたヨッシーと合流したマリオ達は、奪われた赤ちゃんルイージを取り戻し、赤ちゃんマリオと一緒にキノコ王国へ届けるため、邪魔するカメック達から赤ちゃんマリオを守りながら冒険に出る。
- このシリーズ以前は、単行本化の際『月刊コロコロコミック』掲載作には基本的に「○○編」の見出しが書かれなかったが、本シリーズより『月刊コロコロコミック』掲載作にもシリーズごとの見出しが付くようになった。本シリーズはプロローグが右ページから始まっており、ページの都合上シリーズの見出しを付ける必要があったのがきっかけである。
- このシリーズからヨッシーの横顔に多少変化が見られる。
- なお、「ヨッシーアイランドの世界に未来からクッパがやって来る」という設定は『ヨッシーアイランドDS』にて逆輸入された[要出典]。

スーパードンキーコング編
95年度の学年誌に掲載。単行本14〜15巻に収録。
マリオとヨッシーがキノコ王国に行く途中、乗っていた飛行機がドンキーコングの住むジャングルに墜落してしまった。クランキーコング（旧ドンキー）の頼みでドンキー、ディディーと共にバナナを盗んだクレムリン軍を倒しに行く。
- このシリーズで新ドンキーが初登場。シリーズ末期はGB版及び『スーパードンキーコング2』のキャラクターが主に登場した。
- 一話だけ『ヨッシーアイランド』を題材にしたエピソードが含まれているが、この話は『ヨッシーアイランド』発売前の掲載であったために変身アイテムを取る場面が修正されている（初出時はブロックで変身していたが、単行本掲載時はゲーム通りシャボン玉で変身する）。なお、本作品ではマリオとヨッシーが初めて出会ったのは単行本1巻第1面であり、設定が異なる。
- このシリーズとは別に『スーパードンキーコング』を題材にした読み切りが存在し、単行本12巻に収録されている。しかし、この時点では『スーパードンキーコング』のドンキーは新キャラクターであるという設定が適用されておらず、新ドンキーがそれ以前に何度か登場していた旧ドンキーと同じデザインで描かれている。

スーパーマリオRPG編（1996.3〜1996.6）
『コロコロコミック』と学年誌の両方に掲載。
ある日マリオは突然泣きついてきたクッパから、謎の悪役・カジオーにクッパ城を乗っ取られ、ピーチ姫も行方不明になったことを知らされる。マリオワールドをも征服しようとするカジオーを倒すため、マリオはクッパと手を組みスターピースを集めるべく戦う。
- このシリーズからピーチ姫の髪型がゲーム準拠のものとなった。
- 『別冊コロコロコミック』に2話（オープニングからドゥカティまで）掲載された後、『月刊コロコロコミック』での連載が開始。別冊版の進行状況を引き継いでブッキータワーからのスタートとなるが、4ヶ月で打ち切られ、ヤリドヴィッヒを倒したところで終了。シリーズ最終回となった『月刊コロコロコミック』1996年6月号ではラスト2ページで突然ピーチ姫やルイージ、ヨッシーが現れ、残りのスターピースを持って来てハッピーエンドとなる。ルイージによれば「出番がなかったから早く終わらせたかった」とのこと。ラストシーンではピーチ姫が「また次のゲームで会おうね」と読者に告げて締めくくるという終わり方だった。
- 学年誌版も同じく短期間で終了。ただし、こちらはストーリーを大幅に簡略化してはいるものの、カジオーを倒して無事完結している。
- 単行本14巻の初版の次巻予告にはマロが描かれており、「RPG編」の開始が示唆されていたが、実際の単行本には収録されず、後の版では『スーパーマリオ64』のはねマリオに差し替えられた。後に、沢田は単行本のおまけとして描かれたファンレター投稿者への返事の中で「RPG編は都合により掲載できません。機会があればいずれ…」と語っている。
- その後、連載25周年記念として単行本50巻から51巻に収録された。描き下ろしの4コマ漫画では、ルイージが執筆されていたことを認めるセリフがある。

スーパーマリオ64編（1996.7〜1998.3）
『コロコロコミック』と学年誌の両方に掲載。単行本15〜19巻に収録。
久々に我が家に戻ったマリオに、ピーチ姫から招待状が届く。しかし、マリオがキノコ城に到着した時、すでに城はクッパの手に落ち、キノピオ以外の者はみんな絵や壁などの中に閉じ込められてしまっていた。「ボムへいのせんじょう」で赤ボムを仲間に加えたマリオは、次いでヨッシー、ルイージとも合流し、ピーチ姫たちを救出すべくパワースターを集めてゆく。
- 学年誌版は一話を除いてアナザーストーリーという扱いで単行本に掲載。
- 毎年恒例の周年イベントが行われるようになったのはこのシリーズから（『月刊コロコロコミック』1997年11月号）。この年に行われたのは、連載7周年記念として、これまでのキャラクターたちが一堂に集まるという内容であった。学年誌版のみに登場したキャラクターも数人登場したが、「RPG編」のキャラは客演していない。
- 中二階の『やみのせかいのクッパ』との戦いは書かれなかった。その代りニンテンドウ64紹介漫画で、ルイージがマリオを操ってクッパを倒している。
- 月コロ版終盤ではクッパの行動により、オリジナル要素の強い展開となる。
- このシリーズからマリオとルイージの外見がある程度差別化された。
- マリオが完全にゲームオーバーとなり、そのまま回をまたいだのは現在までこのシリーズのみ。

マリオカート64編
97年度の『小学三年生』に掲載。単行本17〜18巻に収録。ピーチ姫主催のカートレースが開催され、マリオたちが出場する。
- ゲームと違い、複数のコースを一度にまとめて走り抜ける。クッパはコースに罠を仕掛けてマリオ達を妨害することもあれば、他の出場者と協力することもある。ドンキーコングはレース途中からの参戦となる。

ヨッシーストーリー編（1998.3〜1999.3）
『コロコロコミック』と学年誌の両方に掲載。単行本19〜21巻に収録。ベビークッパの魔法で絵本にされてしまったヨッシーアイランドを元に戻すため、マリオとチーム・ちび・ヨッシーズ（T・C・Y）がベビークッパ城を目指す。
- ウンチの登場頻度が非常に多く、特に20巻ではほぼ全ての回に登場している。
- 8周年記念ゲストとしてルイージが一度だけ登場。また、『ワリオランド2 盗まれた財宝』の発売に合わせ、ワリオもサンタクロースの格好でゲスト出演している。
- 学年誌版はアナザーストーリーとして21巻に掲載。しかし19巻の時点では、次巻（20巻）予告に21巻収録作品が掲載されていたり、一話だけ『小学三年生』掲載作が収録されていたりする。
- このシリーズからは『別冊コロコロコミック』でも、まれに月コロ版での本筋に関わるエピソードが掲載されるようになった。たとえば本シリーズでは、月コロのみ購入し別コロを購入しなかった読者にとっては、説明無くポチが仲間になっていたり、敵キャラクターの目隠しテレサが唐突に登場しなくなったりという不親切な状況があった。このため、以降のシリーズでは「○○については別冊コロコロコミック〇月号を読んでね」とテロップなどでフォローされるようになった。
- 本シリーズを機に、これまで公式と異なるデザインだったヨッシーの背中が正しいものに戻された。

マリオパーティ編（1999.4〜2000.4）
『コロコロコミック』と学年誌の両方に掲載。単行本21〜23巻に収録。マリオたちがスーパースターになるためスターを巡って競い合う。ストーリーはオリジナル要素が多い。
- 珍しく、コロコロ版プロローグは『別冊コロコロコミック』に掲載された（『月刊コロコロコミック』ではあらすじの説明は1ページで済ませており、このページは単行本22巻に前巻のあらすじとして掲載された）。
- 『別冊コロコロコミック』掲載作は、『マリオパーティ』よりも『ワリオランド2』とのタイアップ要素が強くなっていた。
- 異なる掲載誌において、冒険するステージが重複しない構成となっている。後の「マリオパーティ2編」も同様。
- シリーズ初期はヨッシー同様、クッパの口のデザインも正規のものに戻そうとした形跡が見られる。しかし、途中から以前の形に戻された。
- 9周年記念ゲストとして、「ヨッシーストーリー編」のちびヨッシーズ（T・Y・S）が登場した。

マリオパーティ2編（2000.5〜2000.10）
『コロコロコミック』と学年誌の両方に掲載。単行本24巻に収録。クッパに乗っ取られたテーマパーク「マリオランド」をマリオたちが協力して取り返す。
- 『コロコロコミック』版と『小学三年生』版ではクッパがマリオランドを奪う理由が異なる。コミックスでは前者を本筋として採用し、後者は単行本23巻収録の次巻予告まんがとして掲載。収録順の都合上、『小学三年生』版の設定に基づいたセリフをクッパが話すシーンがある。
- 『小学三年生』版の舞台の一つであるホラーランドはクッパの邪悪な魔法の力で美しい森が変化した設定となっているが、『コロコロコミック』版では最初から建設されている設定となっている。
- 『月刊コロコロコミック』では完結が描かれず、「マリオワールド編」と同様、若干中途半端な形で終わってしまっている。単行本では『小学三年生』版の結末を本筋として採用。
- このころは「スーパーマリオ64編」末期から起きていた新作発売から漫画化までのズレが大きくなり、原作ゲームは1999年12月の発売だったにもかかわらず翌年の『月刊コロコロコミック』5月号でようやく漫画化されるほど遅れていた。

ヨッシーパラダイス編
番外編。単行本24巻に収録。ヨッシーアイランドに里帰りしたヨッシーとちびヨッシー達がベビークッパの起こす騒動に巻き込まれる。
- 単行本では初期の版において本作の掲載ページに乱丁があった。

マリオストーリー編（2000.11〜2002.6）
単行本25〜27巻に収録。星の国の精霊達に守られていた宝物「スターの杖」を手に入れたクッパはピーチ姫をキノコ城ごと連れ去ってしまう。クッパの強大な力にあっさり敗れたマリオはスターの杖の力で封印された精霊達を探し、クッパを倒すべく冒険に出る。
- 『月刊コロコロコミック』では連載10周年と本シリーズの第1話が重なった影響か、例年のようなイベント要素は挿入されなかった。11周年となった回では、ワリオ、ルイージ、ヨッシー（キャサリンも1コマのみ登場）がゲスト出演した。
- 原作ゲームとは違い、クッパ戦まで同行した仲間達はクリオとカメキだけであり、他の仲間はほぼステージ毎に入れ替わる形になっている。『小学三年生』版では、クリオとカメキの他、ピンキーが仲間に加わる。
- 『小学三年生』版は「マリオパーティ2編」が中途半端な期間で終わった関係上、掲載期間が4ヶ月しかなく、「マリオたちが居たダンジョンに、たまたまクッパが視察に来ていたので、それを機に最終決戦に突入する」という形で打ち切られた。
- 『月刊コロコロコミック』掲載時、星の精「ニール」が初登場した際、その名前が「テール」と間違って書かれていた。しかも本作の特色であるダジャレを間違った方の名前で行っていたため、単行本掲載時はそのギャグが使われたコマが修正されることとなった。

マリオパーティ3編
01年度の『小学三年生』に掲載。単行本27〜28巻に収録。宇宙一のスーパースターを目指すため、マリオたちがミレニアムスターを巡って争う。
- 原作ゲームでは、ヒゲ面のミレニアムスターは実は偽物だったが、本作では最後まで本物という扱いだった。

スーパーマリオサンシャイン編（2002.7〜2004.6）
単行本28〜32巻に収録。旅行に来たマリオ達が、不時着したドルピック島の平和を取り戻すためシャインを集めるというストーリー。
- 未完結の「マリオワールド編」を除けば、最も連載期間が長いシリーズ。
- 今回のヨッシーは、マリオによって海に落とされ、これがきっかけで原作ゲームと同様に水に入れなくなる（実際のゲームの設定とは異なる）。また、この時ルイージも一緒に海に落とされたが、ヨッシーと違ってプロローグ以降は一切登場しない。このため「海に落とされたままどこかへ行ってしまった」とヨッシーの台詞でフォローされているが、「ペーパーマリオRPG編」ではいつの間にかキノコ王国に戻っていた。（どうやって帰ってきたかは不明。）
- このシリーズからマリオとルイージの外見がさらに差別化された。
- 月コロ版では、初登場回のみポンプの口調がタメ口になっていた。

ペーパーマリオRPG編（2004.7〜2006.4）
単行本32〜35巻に収録。宝の地図をゴロツキタウンで見つけ、マリオと宝探しをしようとしていたピーチは、ゴロツキタウンの港でメガバッテン軍団にさらわれてしまう。手紙を貰ったマリオは伝説の宝を見つけ、ピーチ姫を助け出すため、クリスチーヌと共に宝の地図を頼りに7つの宝石「スターストーン」を集める旅に出かける。
- 今回のマリオは、誰かに「かみ」と言われると紙のようにペラペラの体になる（原作ゲームでは呪われた紙の力を得て状況に応じて紙化し、形を変える設定になっている）。
- 原作ゲームとは違い、カゲの女王戦まで同行した仲間はクリスチーヌとノコタロウだけであり、他の仲間はほぼステージ毎に入れ替わる形になっている。終盤ではクッパも加わる。
- フランクリやプニ族といった、原作ゲームにおける重要なサブキャラクターは登場していない（ただし単行本32巻の目次には登場している）。
- 本シリーズの終盤以降、ルイージの言動や性格が大幅に変化。彼を主役とした単発エピソードが二編あり、一つは後のマリオ＆ルイージRPG2編へと繋がる内容となっている。また、ヨッシーを主役とした読み切りも数篇存在する。

マリオvs.ドンキーコング編
『別冊コロコロコミック』掲載。単行本33巻に番外編として収録。
キノコ王国で大流行した「ミニマリオ」をドンキーコングが全て奪ってしまった。マリオとキノピオ、そして奪われなかった不良品のミニマリオがドンキーコングに立ち向かう。クライマックスでは大量のミニマリオが合体して「ビッグマリオロボ」となり、マリオが搭乗してドンキーコングの操るロボと対決する。
マリオ&ルイージRPG2編（2006.5〜2007.6）
単行本35〜37巻に収録。オヤ・マー博士がタイムマシンの開発に成功し、それにピーチが試乗して過去に旅立つ。しかし帰ってきたタイムマシンに乗っていたのは怪物(ゲドンコモンスターG)だった。過去でピーチに何があったのか確かめるべく、マリオとルイージは過去へ旅立つ。
- ルイージが久々にレギュラーとして参加。
- 原作ゲームのゲドンコ星人は「ゲドンコ語」という独自の言語を使い、一部のイベントを除いてマリオ達には言葉が伝わらないが、こちらではマリオ達と同じ言語を使い、独特な喋り方をするものの意思疎通はできることになっている。

New スーパーマリオブラザーズ(マリオVSルイージ)編
単行本35、36巻に収録。基本1話完結型のストーリー。
- NEW スーパーマリオブラザーズ編では、巨大キノコに潰される夢を見たマリオから始まり、起きた直後にクッパとピーチ姫の結婚のニュースを知りそれを阻止しに行く冒険の話である。冒頭、メイン要素に巨大キノコ、おなじく新変身のコウラやマメキノコも盛り込まれた内容になっている。
- マリオVSルイージ編では、冒頭でメインとなるキャラクターが登場し、「そんな○○とは関係なく、こんなマリオから始まります」というナレーションで話がスタートする。登場するキャラクターはキノピオ一家、トゲゾー（巨大キノコで巨大化する）、大カロン。
- 35巻ラストには4コマ漫画も数篇存在する。

スーパーペーパーマリオ編（2007.7〜2007.12）
単行本37〜38巻に収録。
またもピーチ姫がさらわれ、クッパの仕業だと考えたマリオとルイージはクッパ城に向かう。しかし、ピーチ姫をさらったのはノワール伯爵であった。マリオはクッパと協力してノワールと戦うが惨敗し、ノワールはクッパとピーチ、ルイージをさらって消えた。マリオはノワールの野望を阻止し、ピーチ姫を取り戻すためにフェアリンのアンナと旅に出る。
- ストーリーはそれほど長くなく、半年ほどで連載を終了した。そのため、これまでのシリーズでは実際のゲームで辿る順番の通りに物語が進んでいたのに対して、本シリーズでは次元ワザの会得やクッパが仲間になるなどの回が『別冊コロコロコミック』に掲載され、『月刊コロコロコミック』では省略された。

スーパーマリオギャラクシー編（2008.1〜2009.3）
単行本38〜40巻に収録。星くず祭りの日、クッパがピーチ姫を城ごとさらう。マリオは追いかけるもやられ、小さな星に落下。そこで星の子・チコと出会い、ピーチ姫を助ける旅に出る。
- このシリーズのルイージは序盤ではゲストキャラクターで、助けてもまたどこかに飛ばされていたが、後に冒険に加わる。

マリオ&ルイージRPG3!!!編（2009.4〜2009.12）
単行本40〜41巻に収録。
キノコ王国でメタコロ病が大流行。会議に呼ばれなかったことに不服だったクッパはピーチ城へ来てマリオを攻撃するが、いつものような力が出せず、マリオにあっさりと倒された後、イエロースターに吹き飛ばされてしまった。マリオに敗北したクッパは謎の商人（ゲラコビッツ）にバキュームキノコを貰い、再びピーチ城にやって来てマリオたちを吸い込んでしまう。体内のマリオ達と外のクッパとのキノコ王国の平和を取り戻すための冒険が始まった。
- 三賢者（イモーヌ、チャクラン、リューグー）やドクターコキノなど原作の重要なサブキャラクターは登場せず、原作ゲームでは『マリオ&ルイージRPG』から登場していたゲラコビッツもこのシリーズが初登場である。
- 吸い込まれたマリオとルイージも原作ゲームと違い最終話まで体内から出てこない。

New スーパーマリオブラザーズ Wii編（2010.1〜2011.11）
単行本41〜44巻に収録。
ピーチ姫の誕生日、ピーチ城はプレゼントであふれんばかり。マリオ、ルイージ、そしてキノピオらは、みんなで祝っていた。そこへ、びっくりするほど大きなケーキが届く。すると、ケーキの中からクッパJr.とクッパ7人衆が飛び出してきて、ケーキでピーチ姫をさらい飛行船で飛んでいってしまった。マリオはルイージ、ヨッシー、あおキノピオ、きいろキノピオと共にピーチ姫救出に向かった。
- ヨッシーが久々にレギュラーに復帰。なお、マリオ、ルイージ、ヨッシーが三人で冒険するシリーズは「マリオパーティ3編」以来となる。
- クッパ7人衆が全員揃う形で登場するのは「スーパーマリオワールド編」以来となるが、同シリーズなどでマリオ達と対面済みである事には触れられておらず、本シリーズで初対面のような扱いになっている。
- シーズン中に2度、ワールドを戻されやり直す旅は今作が初めてである。

スーパーマリオ 3Dランド編（2011.12〜2012.12）
単行本44〜46巻に収録。いつも通り、またまたピーチ姫がクッパにさらわれてしまう。マリオはピーチ姫を救出するため、キノピオと共に冒険に向かった。
- 前作に引き続きキノピオがマリオに同行するが、今作のキノピオは赤色のため、「New スーパーマリオブラザーズ Wii編」のキノピオとは別人。原作ゲームではマリオに完全に同行しているわけではなく、操作することはできない。
- 途中でルイージも合流。ルイージが初回から登場しないのは「スーパーマリオギャラクシー編」以来となる。

New スーパーマリオブラザーズ U編（2013.1〜2014.1）
単行本46〜48巻に収録。またピーチ姫がさらわれてしまう予感がしたマリオは、ルイージ、あおキノピオ、きいろキノピオと共にピーチ姫のガードを始める。そこへ突然クッパJr.が飛行船に乗って現れマリオ達を遠くへ飛ばした。乗っ取られたピーチ城へ戻り、ピーチ城とピーチ姫を取り戻すためのマリオ達の冒険が始まる。
スーパーマリオ 3Dワールド編（2014.2〜2016.9）
単行本48〜53巻に収録。クッパ軍団の襲撃を受けた妖精達を助けるため、マリオ、ルイージ、キノピオ、ピーチ姫が冒険に出る。
- このシリーズを最後に『別冊コロコロコミック』との併載が終了。また、「スーパーマリオサンシャイン編」の次に連載期間が長い。

ペーパーマリオ カラースプラッシュ編（2016.11〜2017.10）
単行本53巻に収録。
雨の夜、手紙になった白紙のキノピオがマリオとピーチ姫、キノピオの元に来る。白紙になったキノピオによりイロドリアイランドの危機を知らされイロドリアイランドに到着したマリオ達は、そこでペンキ缶のペンキーと出会う。イロドリアイランドの色とペンキスターを取り戻すためのマリオとペンキーの旅が始まった。
- このシリーズより『月刊コロコロコミック』に一本化。番外編を除けば唯一、2冊以上の単行本に収録されていないシリーズとなる。
- ゲームに登場したクッパ7人衆の中で、ロイのみ本編未登場である。

スーパーマリオ オデッセイ編（2017.11〜2019.9）
単行本53〜55巻に収録。
- なお、ポリーンは未登場である。

ルイージマンション3編（2019.11〜2020.9）;
単行本56巻に収録
ペーパーマリオ オリガミキング編（2020.8、2020.10〜2022.8）
単行本56～58巻に収録。
世界をオリガミ化させようとするオリ―王を止めるため、マリオとオリビアは兄を止めるため、旅に出る。
カメックや一部のカミ様は登場せず、キャプテンピオとクッパJrは一コマのみの登場。
今作はオリビアに触れると紙に変身するシステムとなっており、カミの手も原作通り登場する。
『コロコロイチバン!』と併載された時期もあった。
- 火ガミと氷ガミは未登場、古代人ピオは1コマのみの登場である。

マリオストライカーズ バトルリーグ編（2022.9〜2023.3）
単行本59巻に収録。
ザ・スーパーマリオブラザーズ・ムービー 編(2023.4～2023.10)
スーパーマリオブラザーズ ワンダー編（2023.11〜）

## 派生作品

### スーパーワリオくん / 怪盗ワリオくん / オレだよ!ワリオだよ!!
ワリオが主人公の作品群。『スーパーワリオくん』は単行本28巻、『怪盗ワリオくん』は単行本36巻に収録。『オレだよ!ワリオだよ!!』は『コロコロイチバン!』創刊号から2013年3月号まで連載された（単行本は全4巻で最終話のみ収録されず未完結）。『スーパーワリオくん』は『ワリオランドアドバンス』、『怪盗ワリオくん』は『怪盗ワリオ・ザ・セブン』、『オレだよ！ワリオだよ！！』は『ワリオワールド』、『怪盗ワリオ・ザ・セブン』、『ワリオランドシェイク』が題材になっている。

### スーパールイージくん
ルイージが主人公の短編。単行本26巻と29巻に収録。ゲームキューブ用ソフト『ルイージマンション』を題材にしている。26巻では読み切りの短編、29巻は連載作品である。
ある日、ルイージに懸賞で豪邸が当たったという手紙が届く。ルイージはマリオを誘うが、マリオはいなかった。そのため先にルイージがその場所に向かったが、そこはオバケ屋敷だった。さらわれたマリオを救うため、ルイージはオバキューム、そして途中で出会ったキノピオと一緒に屋敷を散策する。

### スーパーマリオくん劇場
『コロコロイチバン!』2013年4月号から連載中。

### スーパーマリオくん劇場 ヨッシーNewアイランド
上記の派生作品。2014年から2016年まで掲載。全1巻。
『ヨッシー New アイランド編』は独立した単行本がコロコロコミックススペシャル（B6サイズ）より2016年6月に全1巻として発売された。それ以降の作品は通巻版に「スーパーマリオくん劇場　○○(シリーズ名)」として月刊コロコロコミック版とは区別されて収録されている。

### スーパーマリオッさん
『コロコロアニキ』第4号に掲載された、連載25周年記念の読み切り作品。作者は「沢田ユキオッさん(62)」名義になっている。『スーパーマリオくん 傑作選』に収録。
25年もの間戦い、そしてボケ続けてきたマリオが病床で己の人生を振り返っていく「哀愁ゲームギャグ漫画」。マリオが過去を語るエピソードは、2000年の「マリオストーリー編」の執筆中に起きた沢田本人の実体験で、マリオの記憶の中にその過去を重ね合わされている。
単行本掲載時は父ゲッソーに関する回想シーンの全てにトーンが貼られ、若干修正されており、元々貼られていた「マリオストーリー編」の回想や別の回想の場面は二重に貼られた状態となっている。またドクターマリオが去った後に露骨に嫌そうな顔をするシーンがカットされ、ドクターにお礼を述べるのが別アングルで描かれると同時に語り部の吹き出しが追加され、さらに既存の語り部の吹き出し部分が「『マリオっさん』なんて言わせない!『マリオくん』はまだまだ続きます!!」から「みんなの笑顔や笑い声で元気になれる!これからも『マリオくん』はボケまくるのだ!!」に差し替えられた。

## 題材となった主なゲーム

### 通常形式
◎は1回きりの短編作品や番外編として掲載。☆はワリオ主役の作品群で採用されたもの。□はルイージ主役の作品で採用されたもの。△はヨッシー主役の作品で採用されたもの。
- スーパーマリオワールド
- スーパーマリオカート
- スーパーマリオランド◎
- スーパーマリオランド2 6つの金貨
- スーパーマリオUSA
- ヨッシーのロードハンティング（「クリスタルキノコアドベンチャー編」に一部要素を採用）
- マリオとワリオ
- テトリスフラッシュ（マリオとワリオ編の読み切りとして掲載）◎
- スーパーマリオランド3 ワリオランド（マリオ達も登場するようにアレンジして掲載）
- ワリオの森（本来はキノピオが主人公のゲームだが、マリオ達も登場するようにアレンジして掲載）
- スーパーマリオ ヨッシーアイランド（大人のマリオ達も登場するようにアレンジして掲載）
- スーパードンキーコング（マリオ達も登場するようにアレンジして掲載）
- スーパーマリオRPG（諸事情で未完だったが、単行本50巻から51巻にて完結）
- スーパーマリオ64（ルイージ、ヨッシーもメインとして登場するようにアレンジして掲載）
- マリオカート64
- ヨッシーストーリー（マリオも登場するようにアレンジして掲載。ちびヨッシーは生まれたばかりの子供という設定）
- マリオパーティシリーズ（単行本掲載は1、2、3、4。5は単行本未収録）
- ワリオランド2 盗まれた財宝（マリオパーティ編に差し込まれる形で収録）◎
- マリオテニス64◎
- マリオゴルフ64◎
- マリオストーリー
- スーパーマリオアドバンス（マリオストーリー編に差し込まれる形で収録）◎
- ワリオランド3 不思議なオルゴール（マリオも登場するようアレンジして掲載）◎
- スーパーマリオサンシャイン
- スーパーマリオアドバンス4◎
- ペーパーマリオRPG
- ヨッシーの万有引力△
- マリオvs.ドンキーコング◎
- ワリオランドアドバンス ヨーキのお宝（『スーパーワリオくん』）☆
- ルイージマンション（『スーパールイージくん』）□
- マリオ&ルイージRPG2
- スーパープリンセスピーチ◎
- New スーパーマリオブラザーズ
- 怪盗ワリオ・ザ・セブン（『怪盗ワリオくん』）☆
- スーパーペーパーマリオ
- スーパーマリオギャラクシー
- マリオ&ルイージRPG3!!!
- New スーパーマリオブラザーズ Wii
- スーパーマリオギャラクシー2◎
- スーパーマリオ 3Dランド
- マリオカート7◎
- ルイージマンション2□
- マリオテニス オープン◎
- New スーパーマリオブラザーズ 2◎
- New スーパーマリオブラザーズ U
- マリオ&ルイージRPG4 ドリームアドベンチャー◎
- ヨッシー New アイランド△
- スーパーマリオ 3Dワールド
- パズル&ドラゴンズ スーパーマリオブラザーズ エディション◎
- スーパーマリオメーカー◎
- ペーパーマリオ カラースプラッシュ（ロイのみ未登場）
- スーパーマリオ オデッセイ
- スーパーマリオメーカー2◎
- ヨッシークラフトワールド (マリオも登場するようにアレンジして掲載) △
- マリオ&ソニック AT 東京2020オリンピック◎
- ルイージマンション3□
- ペーパーマリオ　オリガミキング
- マリオストライカーズ バトルリーグ
- スーパーマリオブラザーズ ワンダー

### 4コマ形式（単行本収録）
- マリオブラザーズ
- ドンキーコング
- スーパードンキーコング2
- スーパーマリオランド
- テトリス
- レッキングクルー
- スーパーマリオブラザーズ
- パンチアウト!!
- テニス
- ドクターマリオ

## スーパーマリオブラザーズ2（わんぱっくコミック）
『マリオくん』の前身にあたる作品。徳間書店『わんぱっくコミック』1986年8月号から、第2部に相当する『スーパーマリオブラザーズ3』を含めると休刊（廃刊）号の1989年1月号まで連載された。
単行本は3巻まで発行されたが、現在全て絶版。第4巻の刊行が予定されていたが、『わんぱっくコミック』休刊に伴い発行されなかった。『マリオ2』は完結し、クッパとの決着は『マリオ3』に持ち越されたが、開始直後に『わんぱっくコミック』休刊に伴い未完となった。
なお、『マリオくん』の連載が開始されるまでは、この『マリオ2』が沢田にとっての最長連載作品かつ最大巻数を発行した作品だった。

### 概要
開始前の基本的なストーリーはオリジナルの『スーパーマリオブラザーズ2』に準拠しているが、ピーチ姫がクッパにさらわれる過程が異なる（マリオはクッパを倒したが、ピーチ姫をキノコ王国に連れ帰るのを忘れた）。
『わんぱっくコミック』はファミコンゲームを題材にした漫画作品を数多く掲載していた漫画雑誌である。沢田も『マリオ2』連載前は主に『魔界村』や『影の伝説』などを題材としたショートギャグ漫画を執筆していたが、『マリオ2』は同誌では最初にして最後の連載作品である。マリオやクッパ自体それらの作品でゲストや背景キャラクターとして登場していた。
基本的に「『2』になってパワーアップした」という設定のクリボーやノコノコらザコキャラクターとのギャグを交えた対決がメインの本格的なバトル漫画である。画風やギャグに関しては『マリオくん』と同一だが、『マリオくん』と異なり、シリアスなシーンも多く、敵キャラクターとの対決シーンは、より「命懸けの真剣勝負」であることが強調され、それに伴い暴力や死の描写が明確にされている。
『マリオシリーズ』を含め、当時のゲームの大半は公式設定と呼ばれるものがなく、設定資料と言えるものはプレイ画面・取扱説明書・パッケージイラスト程度で、版権に関してもゲーム業界そのものが大らか（というより無関心）だったことから、コミカライズの際ストーリーや詳細な設定は執筆者に委ねられる例がほとんどだったが、『わんぱっく』版『マリオ2』においても作者独自の解釈による設定が存在する。この作品に登場するオリジナルキャラクターやアイテムは、あくまでもこの作品のオリジナル設定であり、任天堂公式設定ではない。しかし、オリジナルキャラクターやアイテムの中には「赤ちゃんマリオ」（『スーパーマリオ ヨッシーアイランド』）、「亀の魔法使い」（カメック）、「潜水艦」（『スーパーマリオランド』）、「巨大化した雑魚キャラクター」（カメック）、「空を飛ぶマント」（『スーパーマリオワールド』）、「戦うピーチ姫」（『スーパープリンセスピーチ』）など、『マリオくん』は元より、後のマリオシリーズに登場する要素がゲームより先に登場している。
『マリオくん』ではギャグキャラクターとなっているクッパも、不要と判断した部下を平然と粛清したりするなど、終始一貫して悪役として描写されている。また、クッパが2度にわたってピーチをさらった理由も「幼いころに恋心を抱いていた『メロン』という女性にピーチがそっくりだから」という全く独自の解釈が入っている。この他、最終決戦は原作ゲームにおいて「二人のクッパ」が登場することを意識した展開となる。クリボーも、本作においては「元キノコ王国兵士」という設定が存分に活かされ、終盤でカメ軍団を裏切って（正確にはキノコ王国の兵士に戻って）マリオに加勢し、本作オリジナルの変身能力も備わり、最終決戦まで同行する。
初期の『マリオくん』で、クッパがピーチ姫のために拵えた婚約指輪をめぐるやり取りは、この作品が初出である。他にも、『マリオくん』に流用されたシーン（「アホには効かない」「ホラー穴」などのギャグ）やキャラクターが多い。
コミックス化の際、描き下ろし作品が新たに描き加えられ、1巻の巻末にはクイズ漫画、2巻巻末にはゲームブック形式の漫画が付録として掲載された。3巻の巻末には連載当時、小学館の学習誌『学習幼稚園』に連載されていたピーチ姫を主人公としたショートギャグ漫画『ミラクルピーチ』が掲載された。

### 登場人物（マリオ2）
マリオ
主人公。当作品においてもギャグキャラとして描かれ、主にボケを担当する。
『マリオくん』と比べると正義感が強い熱血漢。ジュゲムとの戦いで死亡したかに思われたが、どこからともなく飛来した大量のキノコによってルイージと合体し「ミラクルマリオ」として復活。それ以前では現地調達が主であったアイテムを召喚する能力を得る。
ルイージ
マリオの相棒にして双子の弟。主にツッコミを担当する。
マリオより頭が良く機転が利き、マリオのピンチにはアイテムを持って駆けつけるなど逆転の要因となることがある。ジュゲム戦にてマリオと合体し、本人は鞄のような形状となったが、役割はそれ以前と変わらない。『マリオ2』終盤で元の姿に戻る。
当時のイメージイラストと同じく、水色の帽子とオーバーオールに緑色のシャツで描かれている。
ピーチ姫
本作のヒロイン。クッパに誘拐されてしまう。前述のように誘拐された理由は「想い人のメロンにそっくりだったから」というもの。クッパ以外にもジュゲムに惚れられたりしていた。
ゲーム中のグラフィックや当時のイメージイラストとは違い、茶髪になっている。
メロン
クッパの想い人にして、魔法使いとしての師にあたる人物。クッパ曰く、メロンと過ごしたのは1000年以上前の思い出であったことから、すでに故人であると思われたが、単行本未収録の『マリオ2』終盤で存命中であったことが明かされ、マリオに悪に染まったクッパを救ってほしいと懇願する。
キノピオ
ピーチ姫の侍女。原典とは異なり、城内に囚われているのではなく、他のキノコ王国の住人と同じく道端のキノコに変えられていた。魔法が使えるのか、プクプクの策略により悪魔に憑依され凶暴化したマリオを回復させたり、巨大な盾に変身する能力を有する。
クッパ
本作の黒幕。『マリオくん』とは異なり、腹心であろうとも「当てになんかしていない」と切り捨てたり、役立たずと判断した部下は迷わず粛正するなど冷酷かつ残酷な面が強調されるが、秘書であるノコノコとの漫才めいたやり取りではツッコミ役である。本作ではかなりの長命で、本人曰く1000年から2000年ほど生きている。クッパがピーチ姫を執拗に狙うのは、クッパにとって初恋の人でもあったメロンとよく似ているからである。
にせクッパ
『マリオ2』のラスボス。クッパ城に突入したマリオが後述する魔法使いカメカメにより一旦キノコ王国へ飛ばされている間に何処かへと去ったクッパに替わり登場したクッパの影武者。原典における最終ステージに2体登場するクッパの1体目、通称「青クッパ」に相当するキャラクターで、外観はクッパと寸分違わないが、額に黒子がある。
クリボー
クッパからの最初の刺客として登場、関西弁で話す。当初は敵だったが改心し一旦キノコ王国へ帰国するものの、途中でマリオたちに合流し、最終決戦まで同行する。『マリオ2』になってパワーアップしたという設定で、ルイージに匹敵するジャンプ力と、「クリボーファイヤー」なる火炎による必殺技や変身能力を持つ。同行後は、クッパ軍団の情報を提供するなど、多くの場面でマリオの勝利に貢献する。『マリオ3』では、活動を再開したクッパの魔力によってパタクリボーに変化し、再び敵対する。
ノコノコ
クッパ軍団の戦闘員で複数存在する。作中で主に登場するのはクッパの秘書兼ボケ役だが、その他、前述のクリボーと同じく変身能力をもったノコノコが複数存在する。
メカノコノコ
クリボーに続き登場した刺客。厳密にはカメ型飛行メカに変身したノコノコではあるが。再度登場時には文字通りメカ（サイボーグ）に改造された姿で登場する。その他、クッパ軍団の精鋭部隊として、翼とジェットエンジンを搭載した飛行型メカノコノコが登場する。
ゲッソー
原典と同じく陸上で活動しているイカ。マリオとの対決に敗れた上、その醜態を写真週刊誌に撮られたのをプクプクよりクッパに密告され、クッパから粛清対象となる。海中にてマリオと再戦中、クッパが処刑人として差し向けたお化けサンゴに横槍を入れられる。マリオブラザーズに助けられたことで友情が芽生え、改心したゲッソーは「今度生まれ変わったら親友になろうぜ」と涙を流し、お化けサンゴと相打ちとなり爆死した。息子ゲッチューによれば復活しリハビリ中とのことであったが、再登場することはなかった。
ゲッチュー
ゲッソーの息子で、ゲッソーとは父子関係にある。マリオ一行がクッパ城突入の際、増援として登場。飛行能力がある。マリオ一行がクッパ城突入するのを見届け地上に落下し、以降は登場しない。
プクプク
飛行能力がある魚。ゲッソーの醜態をクッパに密告したのと、刺客として登場する2個体が登場するが、同一の個体か不明。共に語尾に「ある」が付く。刺客として登場した個体は超能力者という設定。ゲッソーの最期を見届けた際は「バカ、アホ、マヌケ」と罵るが、しっかりと涙を流していた。
お化けサンゴ
水中面にあるサンゴを基にしたオリジナルキャラクター。あまりにも狂暴であったため、クッパですら自身の戦力に取り入れるのを見送ったほどの怪物。真っ二つにされても瞬時に再生する驚異的な再生能力を持つ。
ハンマーブロス兄弟
明晰な頭脳に裏打ちされた兵器開発能力を持つ兄と、兄が開発した改造ハンマーを使いこなす弟のコンビで登場。高い戦闘能力を持つ弟に対して、技術者肌で温和な兄であったが、弟がマリオに敗れ、殺されたと思い込み、自ら設計した戦闘ロボ「ハンマーロボ」を操りマリオとルイージに挑む。戦い末の兄弟共に和解に至り、スーパースターによりいずこかへ運ばれる。『マリオ3』にて再び敵対するが、1人のみの登場で、兄か弟か、同一人物かも不明。
キラー親子
砲台の父と息子のキラーが登場。父の砲台はすでに引退しているのか、刺客として登場せず、マリオに対してグレた息子であるキラーを更生させてほしいと持ち掛ける。
砲台とキラーが家族という設定は『マリオくん』においても引き継がれている。こちらでは新キャラであるマグナムキラーが母親になっている。
ドクター・カメリア
クッパの側近にして天才科学者。改造メットやマリオを模した戦闘ロボット「マリオロボ」を繰り出しマリオ一行に挑むも、いずれも敗退。孫のジュゲムが敗れたことでクッパに進退を問われるが、カメリア自ら機械化し「メカリア」として戦いを挑む。
手足をロケットのように飛ばしてマリオたちを痛めつけたが、手足を失って戦闘不能となる。それを見たクッパから失望され、ジャイアントパックンフラワーを送り込まれる。
一方的に打ち倒されて最後まで諦めないマリオたちを見て孫と共に加勢し、ジャイアントパックンフラワーを倒した。その後、クッパの居場所を伝えようとするが空から飛んできた包帯にグルグル巻きにされ、口を封じられてしまった。
ジュゲム
クッパの部下ではなく、ドクター・カメリアの孫として登場。原典と同様雲に乗っているが、この雲は多彩な兵器を搭載した飛行メカで、カメリアが最高傑作と自負している。
ピーチ姫に一目惚れし、カメリアから「マリオを倒せばピーチ姫をやる」と耳打ちされ出撃。当初は優位に戦い、一旦は勝利するものの、直後に「ミラクルマリオ」として復活したマリオの力に押され、切札の巨大トゲゾーを失いピンチになったところへ祖父が駆け、戦いは一時中断となった。カメリアの敗北後はマリオたちの味方となるが、クッパが放った包帯によって口をグルグル巻きにされ、祖父と共に戦闘不能となった。
マリオロボ
ドクター・カメリアが開発したマリオそっくりのロボット。マリオのファンであるキノコの兄弟を痛めつけ「信じていたマリオから酷いことをされた」と悲しませた。マリオとの対決では圧倒するもマリオが繰り出すギャグの連発により機体が自爆し敗北する。
なお、「クッパ軍団」が操るマリオの偽物が悪事を働いたせいで本物が誤解を受ける」という展開は、『スーパーマリオサンシャイン』にて描かれている。
ジャイアントパックンフラワー
クッパが送り込んだ巨大なパックンフラワー。圧倒的な強さでマリオ達を追い詰め、マリオ達に加勢したカメリアとジュゲムを丸呑みにしてしまう。しかし体内でレーシングカー形態に変身したカメリアに内部から破壊され敗北した。
『マリオくん』1巻にもピーパックンの強化形態として登場しており、マリオとヨッシーの合体攻撃で口内を貫かれ倒されている。容姿や戦い方などはほとんど変わっていない。
カメカメ
クッパ直属の魔法使い。ファミコン野郎が悔しがる魔法「リセット」を発動させ、マリオ一行をクッパ城からキノコ王国へ戻してしまう。